# Erioptera (Erioptera) lunigera
Erioptera (Erioptera) lunigera is een tweevleugelige uit de familie steltmuggen (Limoniidae). De soort komt voor in het Neotropisch gebied.